# مخطوط

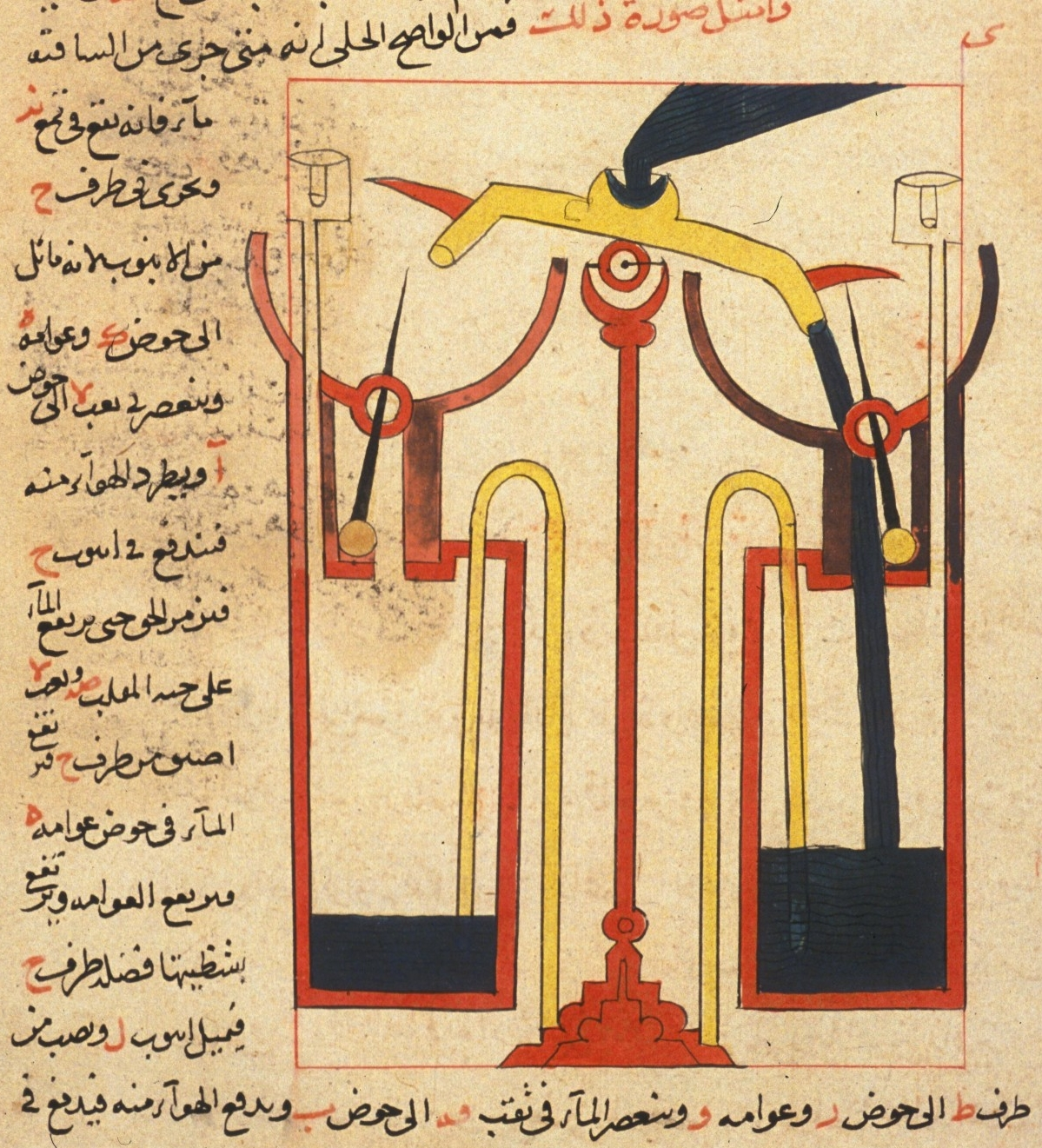
صفحة من مخطوط عربي يوضح صناعة آلة عربية

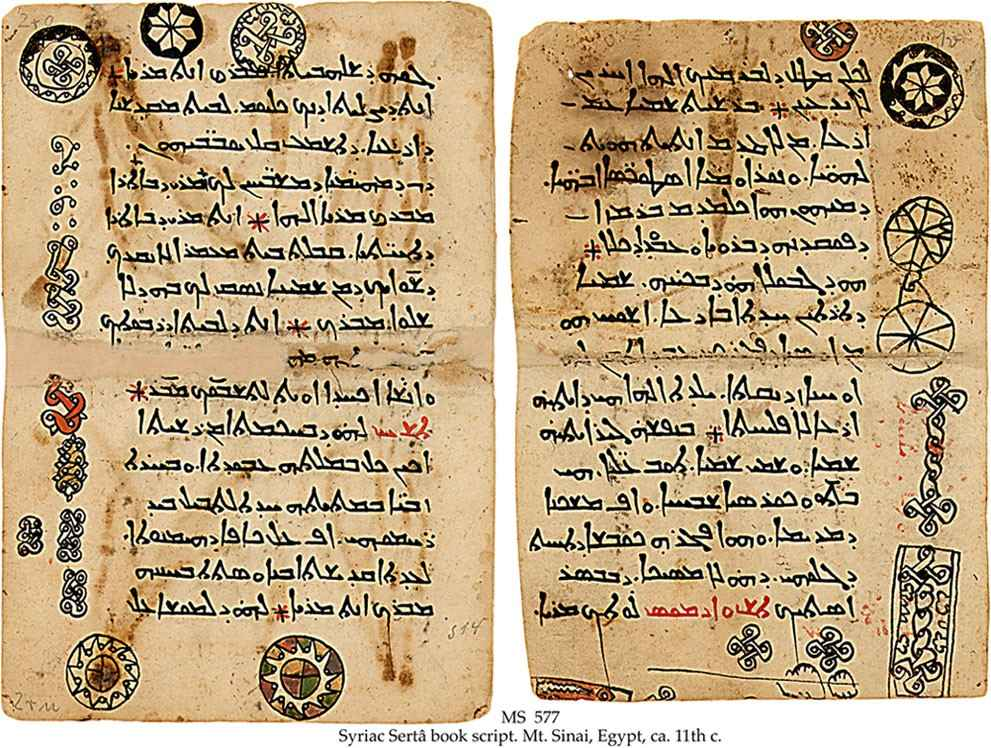
مخطوطة سريانية ترجع للقرن ال11

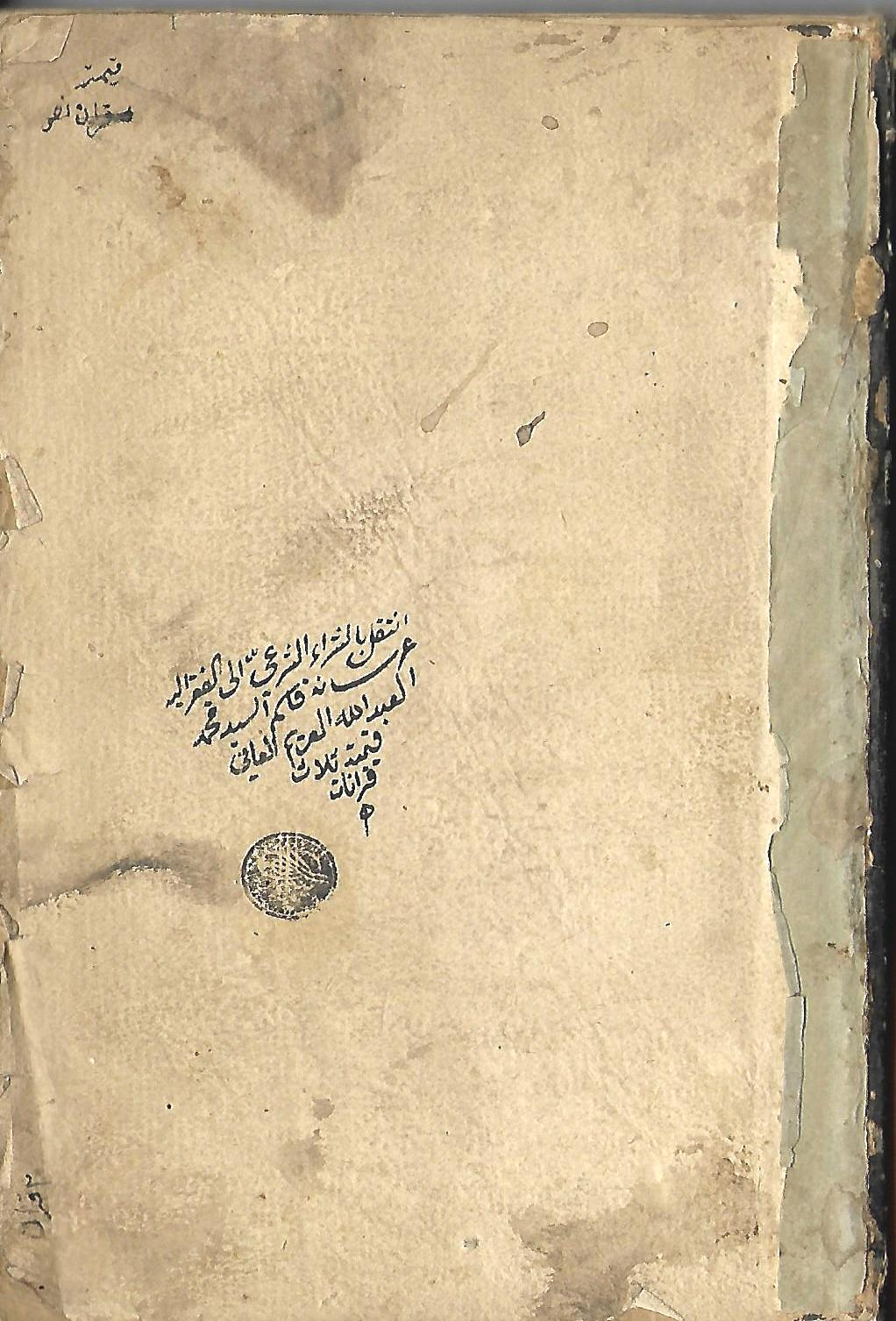
غلاف مخطوط قديم عليه ختم الملا قاسم المفتي عام 1841

المخطوط أو المخطوطة (جمع مخطوطات) أي وثيقة مكتوبة بخط اليد، بدلا من طباعتها في المطبعة. سواء أكان ما يكتب على أوراق البردي أم على غيرها من الرقوق أو الورق العادي 
ومصطلح مخطوط يمكن أيضًا أن يعبر عن ما سجلته اليد بطرق أخرى غير الكتابة، فمثلا النقوش المنقوشة على المواد الصلبة أو إذا خدش بسكين نقطة في الجص أو مع الإبرة على قرص الشمع، (وهي الطريقة المتبعة للتدوين عند قدماء الرومان)، أو الكتابة بالحروف المسمارية (عند الحضارة السومرية والأكدية في العراق)، وكلمة مخطوط في اللغة اللاتينية بما معناه «مكتوبة بخط اليد».
وتستعمل كلمة مخطوطة في النشر الأكاديمي والسياقات للتعبير عن النص المقدم إلى ناشر أو مطبعة ويكون النص في طور الإعداد لنشر النسخة المطبوعة عادة بوصفها تعد مخطوطة بيد كاتبها، أو قد تعبر المخطوطة عن الجزء المؤلف من القانون الجنائي، الذي أُعدّ في شكل مخطوط.

فكل الكتب تعد أولًا في شكل مخطوط، وفي الصين، وبلدان أخرى من شرق آسيا تستعمل خشبة لطباعة الكتب من حوالي القرن السابع.

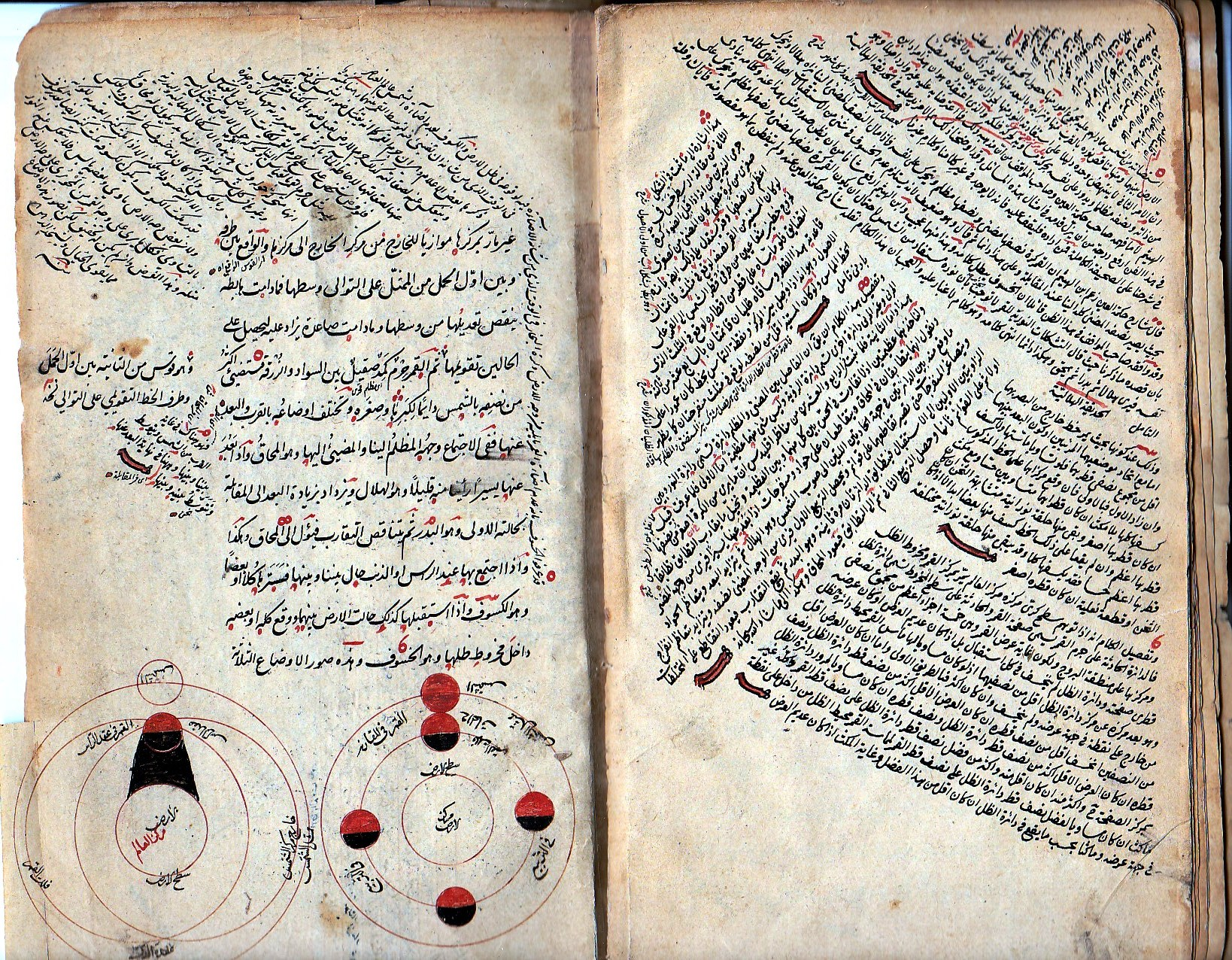
مخطوط لكتاب عربي في علم الهندسة والفلك في القرن 18

أما في العالم الإسلامي والعربي، فتشمل كل الكتب التي كانت مخطوطة حتى إدخال اختراع آلة الطباعة في حوالي 1450. وكان النسخ من الكتب بالكتابة اليدوية مستمرًا منذ أقل من قرن، حيث ما زالت الطباعة مكلفة.
وفي الوثائق الحكومية أو الخاصة لا تزال الكتب تكتب بخط اليد حتى وقت اختراع الآلة الكاتبة في أواخر القرن التاسع عشر.
ونظرًا لاحتمال حدوث أخطاء طباعية فتعرض كل مرة مخطوطة لنسخها، وتقارن مع نسخة مختلفة من نفس النص وهذا العمل هو جزء أساسي من الدراسة والنقد في جميع النصوص التي أُحيلت إليها الدراسة المخطوطة

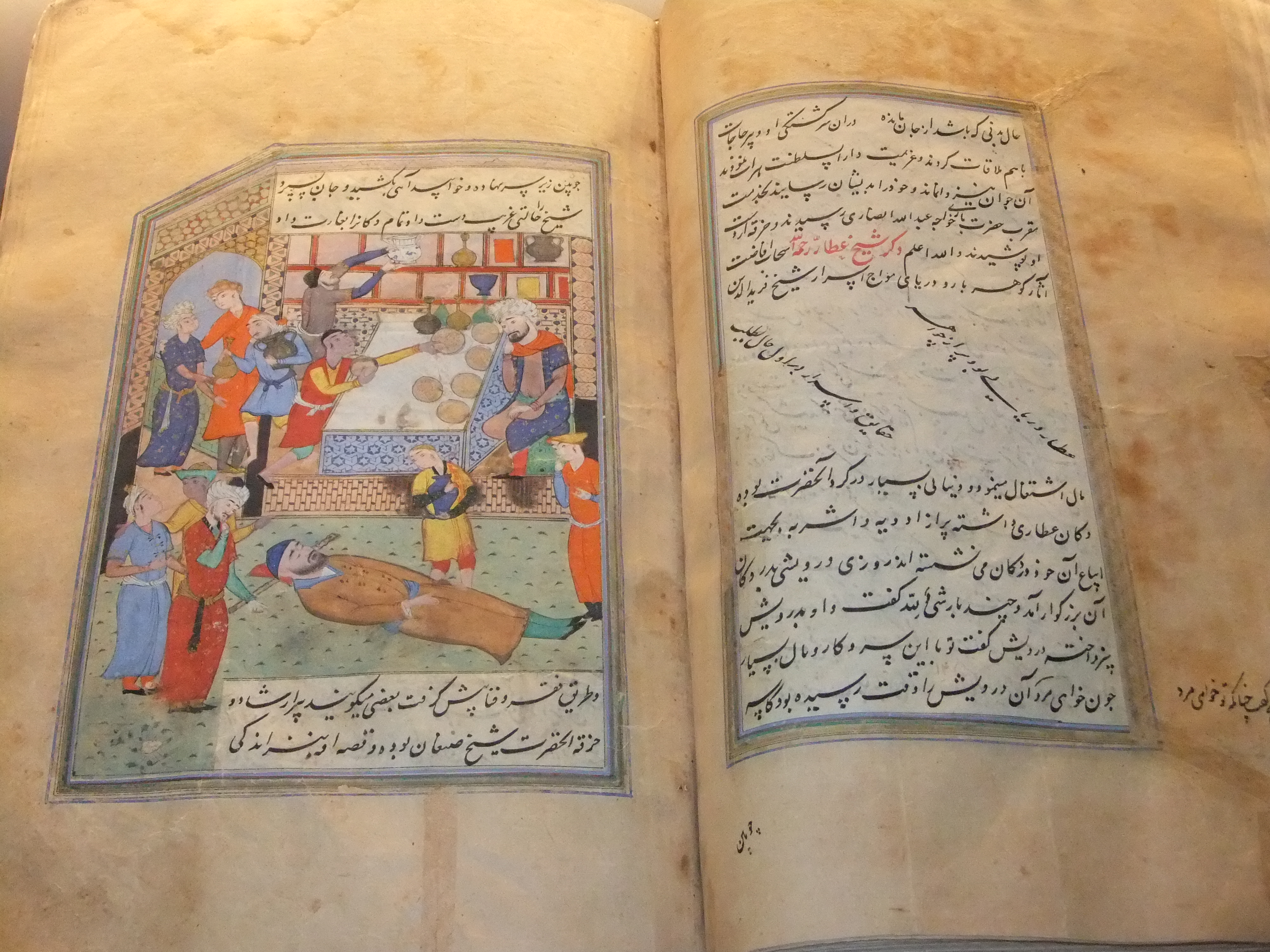
مخطوط لفريد الدين عطار

وتوجد في الوقت الحالي آلاف المخطوطات هي نسخ من أسفار العهدين القديم والجديد وكثير من المخطوطات تشمل الفقه والتاريخ وعلوم الجغرافية والطب والفلك والرياضيات واللغويات وترجمات عربية قديمة لأعمال يونانية عريقة 
ويحتوي مبنى الفاتيكان على أكبر مكتبات المخطوطات في العالم، كما يحتوي دير سانت كاترين على مكتبة للمخطوطات يقال إنها ثاني أكبر مكتبات المخطوطات بعد الفاتيكان.
كما تحتضن جمهورية الهند حوالي مائة وخمسين ألف مخطوطة (150,000) وحوالي 40% (أربعين بالمئة) منها هي المخطوطات العربية في الهند، أي ما يزيد على خمسة وخمسين ألف (55,000) مخطوط عربي، ويرجع بعضها إلى القرن الأول الهجري، وفي بعض الهيئات العلمية يوجد ما بين ثمانية آلاف إلى حوالي اثني عشر ألف مخطوط عربي تحتاج إلى مساعدة لإنقاذها وفهرستها وتصويرها.

## ثقافة المخطوطات

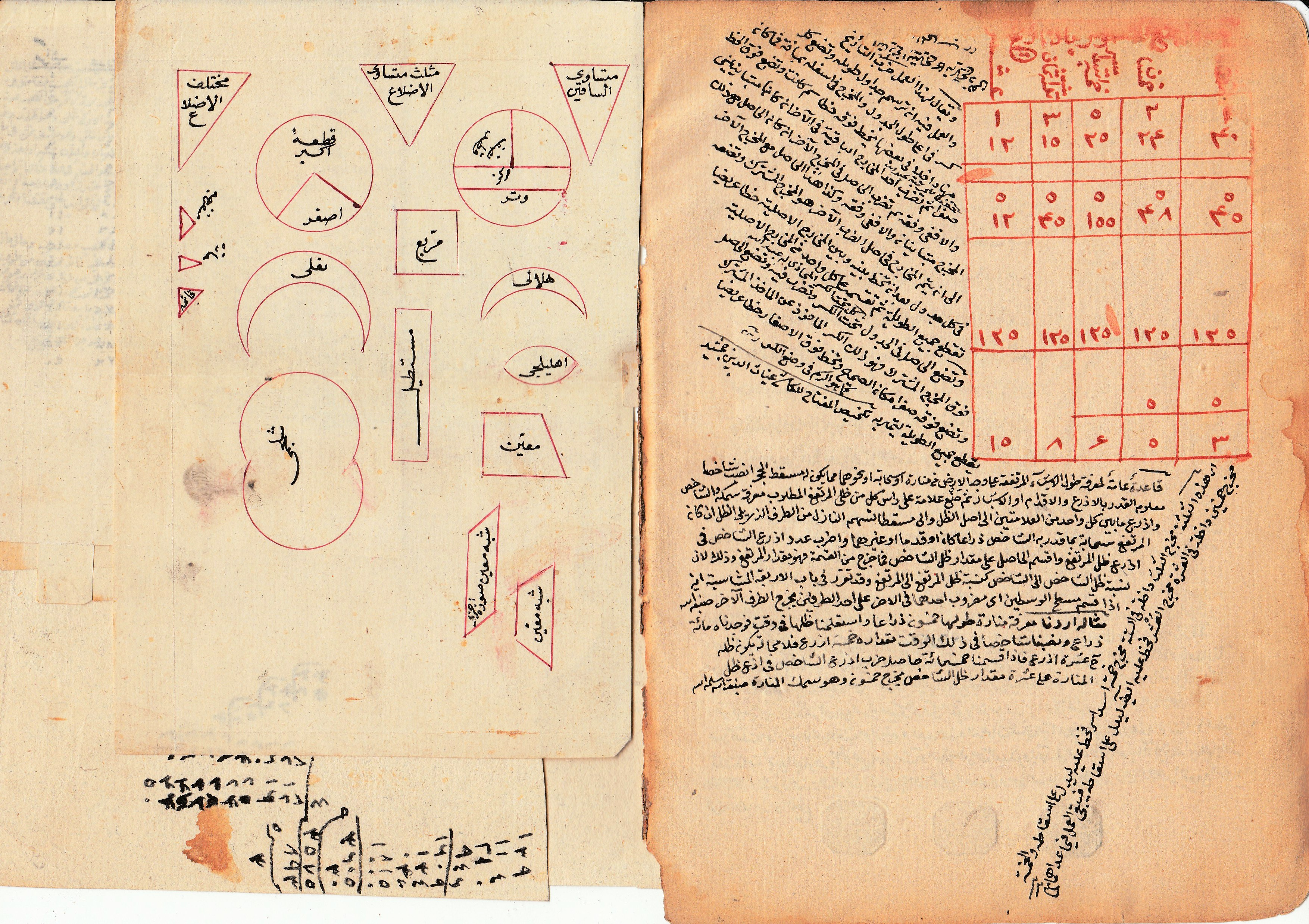
صفحة من كتاب (خلاصة الحساب) لبهاء الدين العاملي

لقد كانت تستعمل المخطوطات في تخزين المعلومات ونشرها؛ وفي الغرب، فإنه سبق عصر المخطوطات عمومًا عصر الطباعة، ولهذا نجد من تراث المخطوطات نسخ الرهبان في الكنائس الكتب باليد. ولم ينسخ الأعمال الدينية فحسب، وإنما مجموعة منوعة ومختلفة من النصوص بما في ذلك بعض الكتب التي تحتوي على علوم الفلك، والأعشاب، والهندسة وغيرها. وتتعامل ثقافة المخطوطة في القرون الوسطى مع انتقال المخطوطة من الكنائس والأديرة إلى السوق في المدن، ولغاية وصولها إلى المعاهد والجامعات. وقد أدى انتشار نسخ المخطوطات في المدن إلى خلق فرص عمل تقوم على صنع المخطوطات والاتجار بها، وعادة ما تنظمها إدارة الجامعات. ولقد اتسمت ثقافة المخطوطات المتأخرة بالرغبة في التوحيد، والوصول الجيد والمناسب إلى النص الوارد في المخطوطة، وسهولة القراءة بصوت عال، ونمت هذه الثقافة في أوروبا من مجلس لاتيران الرابع (1215) وصعود ديفوتيو موديرنا. وشمل ذلك تغييرا في المواد (عند النسخ من ورق إلى ورق)، وكان يشكل آلية للتوافق من قبل الكتاب المطبوع، مع التأثير أيضا على ذلك.
أما ثقافة النسخ للمخطوطات في الحضارات الأخرى فقد تباينت واختلفت حسب نوع المخطوطة والورق وغير ذلك، فقد عرف العرب الكتابة على الورق من حضارة الصين، وانتشرت المخطوطات ونسخها في عصر الدولة العباسية ووضعت لها أصول وقواعد تسهل على طالب العلم البحث العلمي، ثم انتقلت هذه الثقافة عبر بلاد الأندلس إلى أوروبا.

## أساليب كتابة المخطوطات

### أنواع المخطوطات
في عصر البداوة كانت المواد التي يكتب عليها مشتقة من صميم البيئة الصحراوية التي يعيش فيها العرب ومن أجل هذا كانوا يكتبون على:
1. العسب والكرانيف: أكثر المواد شيوعا واستعمالا في الكتابة نظرا لتوافرها وسهولة الحصول عليها والعسب جمع عسيب وهي جريدة النخل إذ نحي عنه غوصه أما الكرانيف فجمع كرنافة وتسمى أيضا الكرب بعد قطع السعف منه وهي السعفة الغليظ الملتصق بجذع النخلة.
2. الأكتاف والأضلاع: وهي عظام أكتاف وأضلاع بعض الحيوانات وخاصة الكبيرة منها كالإبل ونحوها.
3. اللخاف :وهي حجارة البيضاء عريضة ورقيقة.
4. الجلود: وهي جلود الحيوانات ومن أشهرما استخدم منها في الكتابة الرق والأديم والقضيم وقد سمي الرق بهذا الاسم لأن الجلد كان يرق ليصبح صالحا للكتابة عليه والأديم هو الجلد الأحمر أو المدبوغ، أما القضيم فهو الجلد الأبيض الذي يكتب فيه.
5. المهارق: وهي الصحف البيضاء من القماش الأبيض اللون، مفردها مهرق وهو لفظ فارسي معرب، يعرفه ابن منظور بأنه ثوب حرير أبيض يسقى بالصمغ ويصقل ثم يكتب وهذا النوع من مواد الكتابة كان نادرا في بلاد العرب لأنه كان يجلب مع القوافل التجارية ولم يكن يستعمل الا في كتابة الأمور العظيمة والهامة كالعهود والمواثيق. أتيح للعرب في العصر الإسلامي أن يتعرفوا على مادتين جديدتين للكتابة وهما البردي والقباطي، حيث البردي من الحاصلات الخاصة التي كانت تنبتها مصر، وهو لباب ليفي لزج يقطع إلى شرائح طولية بعد قشرها، وكانت الكتابة تتم عادة على الوجه الأفقي منها، وكانت مصر هي البلد الذي يمد سائر الأقطار بأوراق البردي.
6. القباطي :مفرده قبطية، وهو من فصيلة المهارق إذ أنه نسيج من القماش الأبيض غير أنه ينفرد بخصائص وسمات تميزه عن غيره فهو من الكتان الناصع البياض والنقاء، ويقال أن المعلقات كتبت على قماش القباطي بماء الذهب.
7. الورق :يعتبر الورق من أهم المنجزات الحضارية عبر التاريخ.[3]

### أدوات الكتابة
1. الأقلام: كان العرب يطلقون على القلم لفظ اليراع والمزبر أخد من قولهم زبرت الكتاب أي أتقنت كتابته، هناك عدة من أقلام العربية وذلك لأن كل مادة يكتب عليها تحتاج لأداة معينة يكتب بها ومن أشهر الأنواع التي شاء استخدامها قديما:
  1. قلم البوص: هو يصنع من البوص وأحيانا يسمى قلم القصب.
  2. قلم الخشب :وهو يصنع من أغصان الأشجار.
  3. قلم العظم: كان يصنع من العظام الرفيعة.
  4. قلم الريش :وكانوا يأخدونه من ريش الطيور خاصة ريش الذيل.
2. الأحبار: يسمى كذلك بالمداد لأنه يمد القلم بالمادة الملونة التي يكتب بها والأحبار هي في الغالب أصباغ كميائية معدنية عضوية وكانت تجلب من الصين كما كانت تصنع في بلاد العرب وللحبر أنواع متعددة حسب المواد التي يصنع منها أو التي تضاف اليه ومن أهم ماعرف من الأحبار القديمة الحبر الكربوني وهو ما يركب من: السناج (الدخان) لإعطاء اللون الأسود الصمغ لتثبيت اللون، الماء أو الخل لإذابة السناج والصمغ.
3. المرسام أو الفرشاة: يستعمل في النصوص المكتوبة على البردي بالخطوط السميكة تعتمد في كتابتها على الحبر الكاربوني بينما
4. المشبك: يستخدم لتثبيت الورق يدعى الملزمة يستعمل عند الكتابة.
5. السكين أو السكينة: أداة حادة تستعمل لبرء القلم.
6. الكرسي (المرفعة): تظهر كقطعة أداة يمكن طيها عند فتحها تأخد هيئة الحرف x.
7. المحبرة(الدواة) :كانت المحبرة مزودة من الحرير أو الصوف أو القطن سماها العرب كرشفا يوضع فيها المداد.[4]

## صيانة المخطوطات
صيانة المخطوطات أو ترميمها  هي عملية تكنولوجية دقيقة ذات عرف خاص موحد عالميًا، وهي في الوقت نفسه عملية فنية ذوقية جمالية تحتاج إلى حس عال ومهارات فائقة وتتضمن عمليات تجميع وتثبيت وتقوية وتجميل وإعادة المواد الأثرية إلى شكل أقرب إلى أصلها وهي بتعبير آخر عملية علاج للأثر المسن في محاولة لإزالة بصمات الزمن ومظاهره المتعددة مثل الكسور، والتشققات، والثقوب، وأحياناً اختفاء أجزاء معينة تختلف في حجمها أو مساحتها، كذلك موقعها داخل جسم الأثر أو المادة المراد معالجتها، يُذكر أن أولى عمليات الترميم في العالم العربي بدأت في مصر 1395هـ، حيث كانت ترمم المخطوطات بإدخال خيط حرير داخل أجزاء المخطوطة بهدف الحفاظ عليها وإطالة عمرها يذكر أخصائيو الترميم أن أهم المشكلات التي قد تصيب المخطوطات هي الرطوبة، والحشرات مثل النمل الأبيض الذي يترك فطريات تؤثر على الورق وتتلف محتواه، كما توفر منظمة الأمم المتحدة اليونسكو تدريبا في مجال حفظ المخطوطات، ترميمها، جردها وإدارتها لموظفي مراكز ترميم المخطوطات، تعتبر المخطوطات كنزا حضاريا وتاريخيا وثقافيا، يمثل عراقة الشعوب التي تفتخر بتاريخها وحضارتها، ونظرا لما تمثله من قيمة علمية وتاريخية حيث تعتبر أكثر حجة ومصداقية ومن أكثر الدلائل والبراهين على مدى تقدم وتطور العرب في شتى العلوم لذلك تهتم معظم المراكز بجمع وصيانة هذا الرصيد من التلف والضياع.

### أنواع الترميم
يمكن تقسيم الترميم إلى:
- الترميم اليدوي: الترميم بالأصل عملية يدوية خاصة تتصل بقوة التحكم ومهارة العمل وجمالية التعامل مع الآثار والمخطوطات باستخدام بعض الأدوات الخاصة والتي تختلف من شخص إلى آخر يصنعها وينتقيها بنفسه لتتيح له استخدام ذوقه الفني ومهارته• ورغم التطور العلمي والتقني فإنه مازال معروفاً أن الترميم اليدوي هو أغلى أنواع الترميم، وهو الحرفة النادرة في العالم التي تعنى بإعادة الروح إلى المخطوطات النادرة القيمة وإرجاعها إلى أصلها، وكذلك الحال بالنسبة للوثائق التاريخية للمطبوعات الثمينة.
- الترميم الآلي: يستخدم الترميم الآلي في حدود ضيقة بالنسبة للمخطوطات ولكن استخدامه أوسع وأكثر انتشاراً بالنسبة للمطبوعات، وينقسم إلى:

1. الترميم باستعمال معلق لب الورق في الماء "Leaf Casting" وقد استحدث هذا النوع في الستينيات في الاتحاد السوفييتي السابق، ثم انتشر في الكتلة الشرقية في رومانيا والمجر، ثم النمسا، ومنها إلى أوروبا والولايات المتحدة. وتعتمد فكرة الجهاز المستخدم على استعمال معلق لب الورق المضروب جيداً في الماء محسوباً وزناً ومساحة ثم امتصاص هذا المعلق في الثقوب والمساحات الناقصة ليكون مساحات ورقية، ثم تأتي بعد ذلك مرحلة التجفيف تحت ضغط معين للحصول على النتيجة النهائية للترميم•
2. عملية التقوية بالرقائق "Lamination": وتتم هذه العملية أساسا للمطبوعات والجرائد والوثائق وفي حدود ضيقة للمخطوطات شديدة التلف التي يصعب ترميمها بالطرق اليدوية• وتعتمد على التقوية بلصق رقائق شفافة على سطح الورق فتجمعه وتقويه في صورة مساحية ثابتة• وقد استخدمت هذه الطريقة في إيطاليا وانتشرت منها إلى أرجاء العالم الغربي، كما تطور هذا النوع أيضاً في الولايات المتحدة الأمريكية، ومازال هناك بعض التحفظ لدى بعض الدول باستخدام مثل هذه الطريقة.

وهناك ثلاثة أنواع معروفة من التقوية السطحية بالرقائق البلاستيكية، وهي:
1. طريقة المعالجات المنفصلة: ويتم فيها معالجة صفحة المخطوط أولاً باللاصق ثم وضع الغلالة البلاستيكية عليه.
2. طريقة المعالجة الواحدة: يتم تطبيق الغلالة البلاستيكية التي سبق معالجتها باللاصق، ويتم التطبيق باستعمال ضغط بسيط بالحرارة أو دونها.
3. اللصق بالحرارة: ويتم تطبيق الغلالة البلاستيكية تلقائياً دون استعمال لاصق وذلك تحت تأثير الضغط والحرارة.[11]

### أخصائيو الترميم
تعهد مهمة الترميم والعناية بالمخطوطات وصيانتها إلى أمين مكتبة متخصص، فضلاً عن تضافر جهود جميع العاملين في المكتبات ومراكز المعلومات للمحافظة على سلامة المخطوطات وحمايتها، ويمكن استعراض أهم واجبات اختصاصي الترميم بالآتي :
1. التأكد من جميع المواد المستخدمة في عملية الترميم والصيانة باختبارات عملية للتأكد من جدوى استعمالها وهذه المواد هي الورق، والخيوط، والمواد اللاصقة، وغيرها.
2. الحصول على معلومات جديدة عن صناعة الأحبار والورق والمواد الأخرى بمتابعة البحوث والدراسات التي تنشر في الدوريات ومصادر المعلومات الأخرى العربية والأجنبية.
3. أن يكون واثقاً من أن جميع الطرق المستخدمة في خطوات الترميم كاستعمال الحرارة، أو الضغط لا تسبب ضرراً، بل تدعم بقاء الوثيقة أو المخطوطة أطول مدة ممكنة وتزيد من قوة احتمالها، وإمكانية قراءتها.
4. ينبغي حفظ المخطوطة بعد الترميم والصيانة في وضع طبيعي وتخليصها من بعض المواد المفسدة، أو الأوضاع السيئة بما في ذلك الهواء الفاسد أو الحرارة الزائدة، أو تنامي الرطوبة، وغير ذلك.
5. يجب على اختصاصي الترميم استخدام ذكائه ومهارته اليدوية وذوقه الفني بهذه العملية مستعيناً بالمهندسين والفنيين، وخبراء ترميم المخطوطات والوثائق.[12]

### خطوات الترميم
قبل بدء عملية الترميم:
1. تصوير المخطوط لأن التوثيق الفوتوغرافي يكون ضرورياً في متابعة هذه العملية وتقييم ما قام به المرمم ومعرفة مهارة الترميم وجودته
2. إملاء استمارة خاصة لتشخيص حالة المخطوط قبل البدء بعملية الترميم تتضمن حقولاً متعددة تخص طبيعة ووضع الأوراق، وعنوان المخطوط، واسم مؤلفه، ومصدر المخطوط، وتاريخ تسلمه، ومقاساته وعدد صفحاته، ونوع الخياطة والحباكة، والمواد المستخدمة في تعقيمه وغير ذلك.
3. التعرف على نوع الإصابات الحشرية والفطرية للتأكد ولتهيئة طرق ووسائل المعالجة والترميم وفق ما يتناسب وطبيعة الإصابة ونوعية التلف الموجود.
4. إذا كانت هناك أجزاء مقتطعة ومنفصلة، ففي هذه الحالة ينبغي على اختصاصي الترميم تجميعها والاحتفاظ بها لغرض استعمالها لاحقاً في استكمال الأجزاء الكلية للمخطوط وإعادتها إلى حالتها الأولى الأصلية.

وبعد ذلك تبدأ عملية الترميم:
1. ترميم القطوع الداخلية البسيطة في الصفحات باستعمال ورق شفاف خاص يعرف ب Dennison`s Transparent Mending Tapes
2. ترميم الأجزاء الناقصة بالورق الياباني Japanese Papaers (بطريقة اللصق وتقشير الحواف) وبعجينة الورق
3. ترميم كعوب الصفحات المزدوجة، ويتم بربط الصفحات المزدوجة المنفصلة بشريط لاصق من الجهة الخلفية وعلى امتداد خط الاتصال مع التقيد بمساحة قياسية موحدة في الكتاب الواحد
4. تكوين الملازم من مجاميع الصفحات المزدوجة وخياطتها.
5. خياطة الملازم لتكوين جسم الكتاب المخطوط.
6. تعزيز الكعب بالغراء السائل وتثبيت كسوة القماش به.
7. تجهيز غلاف الكتاب.
8. تلبيس غلاف الكتاب في جسمه.[13]

أما العمليات الأساسية لعلاج وترميم المخطوطات من خلال الآتي:
- التعقيم: يعني القضاء على كل أشكال صورة الحياة سواءً كانت خلية أو جرثومة أو بويضة أو غير ذلك مما يصيب المخطوطات ولها طريقتان:
  - استخدام المبيدات الكيميائية: يجب على المختص بالصيانة اخنبار صلاحيات المبيد على الورق أو الجلد والمواد الاصقة قبل إستعماله.
  - استعمال الطرق الطبيعية: هو إتجاع حديث لجأ له الإنسان لتفادي مخاطر استخدام المبيدات على المخطوطات ويعتمد على استخدام الإشعاعات القصيرة كالأشعة فوق البنفسجية والأشعة تحت الحمراء أو الموجات الكهرومغناطيسية والكهربائية والهواء الساخن وغير ذلك.
- إزالة البقع: ويتطلب ذلك أولاً تحديد نوع الورق وحالته، ومن ثم تحديد نوع البقع والأوساخ، وأنواع المواد الكيميائية اللازمة لإتمام هذه العملية.
- إزالة الأحماض الزائدة: تتكون الحموضة في الأوراق والجلود إما نتيجة لتركيب الأوراق ودباغة الجلود، أو بسبب أوضاع التخزين، أو عن طريق الأحبار المستخدمة في الكتابة، لذا لا بد من إزالة حموضة الورق وأن يعادل قبل عملية التقوية لمنع التحلل الداخلي للورق.
- فصل الأوراق الملتصقة: تتأثر أوراق المخطوطات بالأوضاع البيئية والعوامل الجوية• إذ يؤدي التقادم الزمني إلى إضعاف مقاومتها• فالرطوبة الزائدة تؤدي إلى تشبع الورق والجلود فتنمو بعض الكائنات الدقيقة، وخاصة الفطريات مخلفة مواد حمضية لزجة وبقع لونية وأحماض عضوية، مما يؤدي إلى التصاق الصفحات بالجلود ومن ثم تحجر المخطوط•
- إصلاح التمزقات وإكمال الأجزاء الناقصة: يقوم المختص بالترميم بإصلاح ما أصاب أوراق المخطوطات من تمزق، أو انتشار الثقوب، أو تكسر بعض الأطراف، أو فقدان بعض الأجزاء، والقيام بتثبيتها وتقويتها بالمحاليل واللواصق الكيميائية، واستخدام مختلف الطرق والأدوات والأجهزة في هذه العملية.[14][15]

## مستودعات المخطوطات العربية
بعض متسودعات المخطوطات العربية
- مكتبة المتحف العراقي[16] - بغداد
- مكتبة ريكارديانا[17] - فلورنسا
- المكتبة الوطنية الفرنسية[18] - باريس
- مكتبة الإسكوريال[19] - سان لورنزو دي الإسكوريال
- الخزانة الحسنية[20] - الرباط
- المعارف العثمانية[21] - حيدر آباد
- مجمع الملك عبد العزيز للمكتبات الوقفية[22] - المدينة المنورة
- دارة الملك عبدالعزيز[23] الرياض
- مركز الملك فيصل للبحوث والدراسات الإسلامية [24]الرياض